# Bonnie & Clyde (lied)
Bonnie & Clyde is een lied van de Nederlandse zangeres Roxeanne Hazes. Het werd in 2019 als single uitgebracht.

## Achtergrond
Bonnie & Clyde is geschreven door Arno Krabman en Roxeanne Hazes en geproduceerd door Krabman. Het is een nummer uit het genre nederpop. Het is een liefdeslied waarin de liedverteller zichzelf vergelijkt met het duo Bonnie en Clyde. Deze vergelijking komt doordat Hazes en haar toenmalige vriend Erik Zwennes Bonnie en Clyde als koosnamen voor elkaar hadden in de periode dat de single werd uitgebracht. Voor de stijl van het lied haalde de zangeres inspiratie uit de muziek van Fleetwood Mac en het lied Starboy van The Weeknd en Daft Punk. Dat Hazes een liefdeslied schrijft, is in tegenstelling tot eerder nummers van de zangeres. Over dat ze over de liefde zingt, vertelde de zangeres dat het ook de fase was waarin zij zat en dat het daardoor een persoonlijke ode was aan de liefde en aan haar vriend. 

## Hitnoteringen
De zangeres had weinig succes met het lied in de Nederlandse hitlijsten. Er was geen notering in de Single Top 100 en ook de Top 40 werd niet bereikt. Bij laatstgenoemde was er wel de twaalfde plaats in de Tipparade.